# كاتسومي تشو
كاتسومي تشو (باليابانية: 長克巳؛ بالكانا: ちょう かつみ) هو مؤدي صوت وممثل ياباني، ولد في 11 أغسطس 1951 في غونما في اليابان.

## وصلات خارجية
- كاتسومي تشو على موقع IMDb (الإنجليزية)
- كاتسومي تشو على موقع قاعدة بيانات الفيلم (الإنجليزية)
- كاتسومي تشو على موقع كينوبويسك (الروسية)
- كاتسومي تشو على موقع ANN person (الإنجليزية)